# Wim Braakman
Wim Braakman (Steggerda, 1956) is een schilder en theoloog woonachtig in de stad Groningen. Daar studeerde hij aan de Rijksuniversiteit Rechtsgeleerdheid en Theologie.
Daarnaast volgde hij leergangen aan de School voor Kunsten en Handvaardigheid.

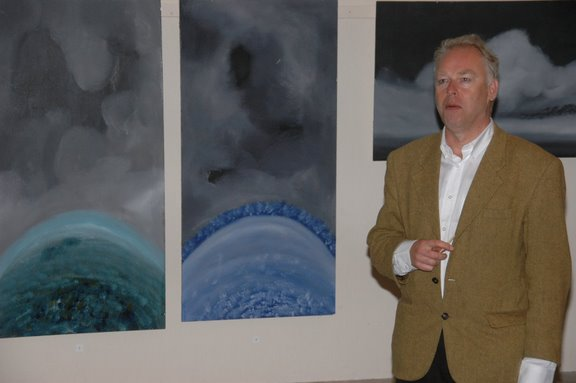
expositie Dom Utrecht, mei 2007

De vroege werken zijn sterk symbolistisch. Later worden de betekenissen meer verhuld, gelaagd en minder eenduidig. In de loop van de jaren veranderen ook de formaten. De laatste jaren schildert Braakman op houten panelen in de formaten 125 x 62,5 cm.

## Invloeden
In het werk van Braakman zijn verschillende invloeden te vinden. Zijn landschappen zijn net  
als die van de Duitse Romantici groots en verlaten. De natuur is een openbaring van een goddelijk geestelijke werkelijkheid. Hierin is verwantschap met de schilderijen van Caspar David Friedrich te herkennen. Het werk toont landschappen tijdens of na de regen, maar evenzogoed, in de traditie van de romantiek, spiegels van de ziel.
Opvallend in het werk is het gebruik van de kleur zwart.
De achterliggende gedachte is dat van het transcendente geen beeld te maken is, tenzij een niet-beeld.
Dit staat in de traditie van de negatieve theologie. Deze heeft de architectuur van de middeleeuwen en de roep om beeldloosheid in kerken en moskeeën voorbereid. Vertegenwoordigers daarvan in het Westen zijn Meester Eckhart en Juan de la Cruz.
In de twintigste eeuw hebben kunstenaars als Arnulf Rainer, Mark Rothko en Ad Reinhardt dit niet-afbeelden ontdekt. Zij schilderden bijvoorbeeld hun werk met zwarte verf over. De schilderijen van Braakman sluiten aan bij dit niet-afbeelden.
Chaos is het principe van de latere schilderijen, een chaos die toch leidt naar orde en betekenis.
Ze zijn geïnspireerd door de theorieën van de Nobelprijs-winnaar Ilya Prigogine.